# Terinos novaeguineensis
Terinos novaeguineensis är en fjärilsart som beskrevs av Tryon 1892. Terinos novaeguineensis ingår i släktet Terinos och familjen praktfjärilar. Inga underarter finns listade i Catalogue of Life.